# Château de Mons (Le Puy-en-Velay)
Vous pouvez aider à l'améliorer ou bien discuter des problèmes sur sa page de discussion.
- Il peut contenir un travail inédit ou des déclarations non vérifiées. Vous pouvez l’améliorer en ajoutant des références. (Marqué depuis juillet 2013)

Vous pouvez aider à l'améliorer ou bien discuter des problèmes sur sa page de discussion.
- Il ne cite pas suffisamment ses sources. Vous pouvez indiquer les passages à sourcer avec {{référence nécessaire}} ou {{Référence souhaitée}}, et inclure les références utiles en les liant aux notes de bas de page. (Marqué depuis juillet 2013)
- Il n’est pas rédigé dans un style encyclopédique. (Marqué depuis juillet 2013)
- Il doit être recyclé. La réorganisation et la clarification du contenu sont nécessaires. (Marqué depuis juillet 2013)

- Archive Wikiwix
- Bing
- Cairn
- DuckDuckGo
- E. Universalis
- Gallica
- Google
- G. Books
- G. News
- G. Scholar
- Persée
- Qwant
- (zh) Baidu
- (ru) Yandex
- (wd) trouver des œuvres sur Wikidata

Le château de Mons est un château situé au Puy-en-Velay, en France.
L'édifice est inscrit au titre des monuments historiques en 1995.

## Histoire du château
La première mention du château de « Montz » date de 1299. La famille de Polignac, l'une des plus illustres du Velay, en est alors vraisemblablement propriétaire, puisqu'Armand, vicomte de Polignac, s'en défait par donation le jour de la fête de saint Matthieu en 1331. Le nouveau propriétaire est son médecin, Jean de Murs (ou de Muret). Celui-ci s'en sépare peu de temps après, en le revendant en 1342 à Gilbert de St Germain Laprade, Seigneur de Mons. Au-delà de ces quelques faits disponibles dans les archives, peu de choses sont connues jusqu'au XVIe siècle du château de Mons.
Au tournant du XVIe et XVIIe siècles, le sort du château est très lié à celui de la famille de La Tour Saint-Vidal. Son représentant le plus connu, Antoine II de La Tour Saint-Vidal, en est maître au moment où il entre en ligue, en mars 1589, avec l’évêque Sennectère. Mons était l'une de ses possessions au milieu d'autres forteresses comme Saint-Vidal, Le Villard, Montvert, Saint-Quentin, Goudet, Beaufort et Eynac.
Après la mort d'Antoine II en 1591, la propriété resta dans la famille de La Tour Saint-Vidal, y compris après 1593, année où Henri IV abjure son protestantisme. Elle fut temporairement occupée entre 1594 et 1596, comme d'autres lieux de la région, par le duc de Ventadour qui assiège le Puy.
Pierre Antoine de La Tour de Rochefort, baron de Saint-Vidal, vend le château à Hugues Spert vers 1634-1635. Ce dernier se fixa à Mons après que son château de Volhac a été brûlé par les soldats du duc de Ventadour.
Hugues Spert mourrut le 9 mars 1650, laissant la réputation « d’estre mauvais payeur mais se faisant bien payer, [de telle sorte qu']il mourut riche ». Un an après sa mort, le château fut la cible d'une attaque à caractère privé : Charles de Molette, seigneur de Morangiers, tenta d'enlever sa fille, Marie Isabeau Spert, pour l'épouser. Le peu de discrétion des assaillants fit échouer leur plan.
Un siècle s'écoule jusqu'à ce que s'y installe une maison de vacances et de repos du grand séminaire du Puy en 1759, tandis que les jésuites avaient une maison de campagne dans un autre château, celui de l'Ours. Tous deux furent chassés de leur propriété à la Révolution.
En 1839, les jésuites échouent à racheter le château de l'Ours, devenu privé, en raison du prix demandé. Le séminaire du Puy n'étant plus intéressé par Mons, ils acquièrent finalement le château et ses dépendances la même année.
Entre 1840 et 1842, la congrégation remit en état le château, et y ajouta une chapelle. Les extérieurs furent aussi réaménagés, le mur de soutènement reconstruit, et un vieux colombier fut transformé en chapelle à la Vierge.
Après l'expulsion des congrégations de 1880, les jésuites quittèrent les lieux. Le château fut acquis par deux familles amies, les Verac et les Sinéty, qui le laissèrent à la disposition du diocèse et de la Compagnie. À leur retour en 1919, les jésuites fréquentèrent à nouveau le château pendant les jours de repos du jeudi et les étés.
Au milieu du XXe siècle, la Société Borne et Dolaizon en devient propriétaire, et entreprend en 1959 une étude pour le faire inscrire à l'inventaire supplémentaire des monuments historiques.
En 1962-1963, la propriété fut toutefois acquise par les Pères Blancs de Vals, puis par le Pensionnat Notre-Dame de France, qui construisent un stade.
Ce n'est qu'en 1995, alors que le château menace de ruine, que l'inscription aux monuments historiques sera effective, après l'acquisition du lieu par Mme Soleilhant. L'aile sud, rajoutée tardivement, en est exclue.
Au cours du XXe siècle, le château a également connu des travaux d'intérieur, avec notamment des fresques attribuées à l'artiste André Bouler.
En 1994 fut créée l'Association de Sauvegarde du Château de Mons et de son environnement. Elle lança en 1996 un appel public pour son éventuel achat en participation, et pour la restauration de sa toiture, afin d'assurer la conservation du bâtiment.

## Contexte historique local et national

### Les Polignac
Les Polignac forment la famille la plus illustre du Velay, celle qui essaiera en vain durant des siècles de disputer aux évêques du Puy leur pouvoir temporel. Sa généalogie est toujours restée sujette à caution avant le XIe siècle. Armand, Vicomte de Polignac, époux de Catherine de Bouzols, est membre de cette lignée. Après la donation du château, il ne conserva que la haute justice et le domaine en arrière-fief.
On a fait des Polignac les premiers vicomtes du Velay dès la fin IXe siècle, au vu de documents très postérieurs ou mal compris. Le castrum Podemniacensis, même s’il paraît très ancien, ne semble leur appartenir vraiment qu’à la fin du XIe siècle. On a également confondu cette maison avec celle des Dalmas, ou même celle des Nonette, à partir de certaines conjectures sur les noms. Il est bon de reprendre les différents maillons de la lignée, en partant d’Armand, l’un des premiers vicomtes qu’aient connus l’Auvergne et le Velay, et qui est cité plusieurs fois dans les chartes de Brioude à la fin du IXe et au début du Xe siècle. Ses donations ont lieu indifféremment en Velay ou en Brivadois, mais il est cependant expressément identifié par ailleurs comme vicomte en Velay. Armand II n’est pas vicomte, mais qualifié de filius Armanni vicecomitis par la chronique de l'abbaye Saint-Philibert de Tournus, dont les Polignac sont les bienfaiteurs en Velay aux Xe et XIe siècles.
Après Armand II se succèdent deux vicomtes théoriquement du ressort vellave : Étienne, qu’on a parfois confondu avec le fils de Bertrand et d’Emilgarde, malgré les noms différents de leurs épouses et la distance entre leurs biens et Agne. On ne peut affirmer qu’ils sont fils et petit-fils d’Armand II, malgré leur apparition suivie dans la chronique de Tournus ; ils ont la charge vicomtale en Velay, comme les Dalmas en Brivadois. Vient ensuite Armand III dont le nom est un indice de filiation plus sûr. Il vit dans la première moitié du XIe siècle et avec lui la généalogie devient solide. On peut alors suivre les travaux traditionnels la concernant Un cercle de forteresses majoritairement ennemies entoure le Puy. La plupart des combats correspondent aux efforts pour attaquer ou dégager la ville. Beaucoup de places fortes vont changer de mains au cours des opérations. Mons avait une position stratégique importante.
Gabrielle Blanc, une bourgeoise, veuve de Antoine Vallat, notaire gît dans son jardin attenant au château de Mons et dicte son testament. Notaires et témoins se tiennent à distance dans un verger voisin. Les six derniers mois de 1586, de septembre à octobre surtout la peste fait rage et fait planer une sombre crainte.

### Gouverneur de Saint-Vidal
Antoine II de la Tour Saint-Vidal, possédait une assise territoriale importante en Velay avec des seigneuries comme Saint-Vidal, Saint-Quentin, Mons, Goudet et aussi en Gévaudan comme baron de Cénaret et Comtor de Montferrand. Il est devenu le personnage le plus en vue du XVIe siècle et ce n’est pas par hasard. La famille était puissante, trois siècles d’habiles alliances avaient agrandi leurs possessions. C’est surtout grâce à ses actions lors des guerres de Religion - il luttera surtout en Velay, Vivarais et Gévaudan - qu’il sera le plus connu. Réputé pour sa bravoure, il sera toujours le premier aux postes les plus difficiles et le paiera par trois fois de blessures. Fort de l’héritage familial et de l’apport d’un mariage avantageux, il s’appuie sur des forteresses (Saint-Vidal, Le Villard, Montvert, Saint-Quentin, Mons, Goudet, Beaufort et Eynac) placées de façon à lui assurer une forte emprise.
Toutefois la politique familiale d’acquisitions tourne court et après sa mort, les biens de sa maison furent partagés et passèrent pour la plupart à d’autres familles. L’apparition de la Réforme crée un vaste conflit, mi-religieux, mi-politique, des guerres de Religion qui affecte pendant trente ans le Velay comme le reste du royaume.
Le 1er septembre 1589, le moine Jacques Clément, armé par les ligueurs assassine Henri III. Les villes se rallient et se font amnistier après qu'Henri IV a abjuré son protestantisme.
La veille de la Trinité 1594, vint le duc de Ventadour, avec son armée, étant environ quatre mille, à la réquisition du dit Chaste et sa femme la vicomtesse, pour nous faire reconnaître le roi de Navarre comme vous l’entendrez ci-après; autrement, disaient-ils, qu’ils voulaient exécuter leur arrêt à Paris, précisant que la ville sera rasée et démolie si ce n’est l’église de Notre-Dame. Ils sont venus loger à Brives, à Villeneuve et au Château de Mons qui leur fut rendu par Madame de St Vidal. Ils sont venus courir sur les pauvres manœuvres qui étaient aux champs, jusqu’à nos portes. Mais malgré la grande troupe qu’ils étaient, les nôtres allaient pas moins les attaquer tous les jours. Et la veille de St Laurent, ils sont allés quérir leur canon, pour l’amener devant Jandriac et étant là-haut au devant d’aiguille, toute leur infanterie défendue entre les Vignes, fuyant les manœuvres
Enfin le 5 avril 1596 la paix devient définitive au Puy. Vente faite par Pierre Morel à Jean Philibert de sa métairie de Mons en 1614.

### Les Spert
À la suite de l'attaque du château décrite plus haut, Marie Isabeau Spert épousait Jacques-Hubert Pradier d’Angrain, seigneur de Saint-Julien, lieutenant criminel en la sénéchaussée du Puy.

### Les jésuites
Comme la Compagnie n'était pas motorisée, ses membres faisaient le trajet de Vals à Mons et retour à pied en suivant des itinéraires, à l'époque assez compliques mais encore champêtres. De Bonald demanda au Recteur l'aide des scolastiques pour catéchiser les paroisses de la ville et des campagnes en 1834, ce service est assuré, au Puy dans les paroisses du Collège et des Carmes, et aux environs du Puy dans les villages de Vals, Mons, Taulhac, Brives, Dolaizon, La Roche et Eycenac (Mons et Taulhac dépendent de la paroisse des Carmes, Dolaizon, La Roche et Eycenac de la paroisse de saint Christophe sur Dolaizon). En 1539 s'y ajoutent Tallobre (saint Christophe), Cheyrac (Polignac), Malpas (Cussac), Tressac (Polignac), Fay la Triouleyre (saint Germain Laprade), Jabler (saint Christophe), Bilhac environs du Puy dans les villages de Vals, Mons, Taulhac, Brives, Dolaizon, La Roche et Eycenac (Mons et cette présence, interrompue par l'expulsion de 1880, reprise en 1897, cesse de nouveau en 1901. Dès 1919, aussitôt après le retour à Vals, dix-neuf villages sont visités régulièrement. En 1922, les Frères ont repris les catéchismes à Charentus (Coubon), les Estreys (Polignac), Fay (saint Germain), Jabier (saint Christophe), Malpas (Cussac), Narnhac Polignac), Mons (les Carmes), Orzilhac. Les voici, à partir de 1923, à Bilhac (Polignac), à Taulhac (les Carmes), à partir de 1924 à Chambeyrac (Polignac), à partir de 1927 à Chanceaux. À partir de 1935 à Cheyrac (Polignac), Eycenac (saint Christophe), Narminhac (Polignac) En 1936, d'après le catalogue de la province de Toulouse, 47 scolastiques sur les 70 présents du séminaire, sont engagés dans ces catéchismes. (Coubon), Ours (Les Carmes), Rochelimagne (Polignac), Tallobre (saint Christophe), Tressac (Polignac) et Vals.
En 1940, ils assurent, en outre, le service à Bouzols (Arsac), Chadrac (saint Laurent), Coubon, Dolaizon (saint Christophe), Fareyrolles (sanssac), Nolhac (saint Paulien), Polignac, Tallode (saint Christophe), Vourzac (Sanssac).